# Jellinek Arthur
Jellinek Arthur, névváltozata: Jelinek (Pest, 1852. március 16. – Budapest, 1929. április 22.) jogász, jogi szakíró, ügyvéd és országgyűlési képviselő.

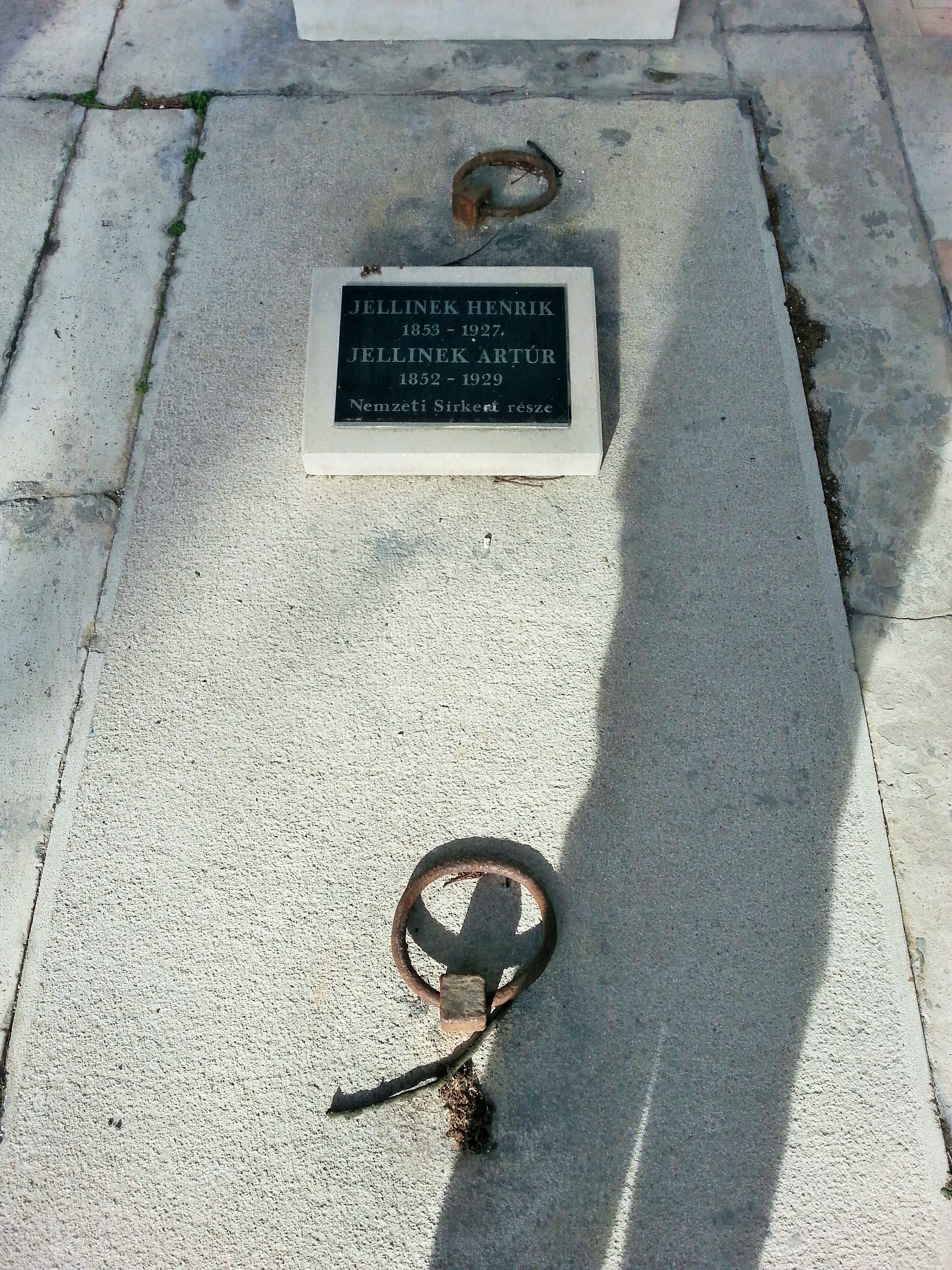
Sírja a Fiumei úti sírkertben (Bal oldali árkádsor, B-4)

## Életpályája
Legidősebb fia Jellinek Mórnak, a budapesti közúti vasút létesítőjének és Fuchs Jankának. Középiskolai tanulmányait Budapesten végezte; a jogot a bécsi, majd a budapesti egyetemen hallgatta. 1876-ban ügyvédi irodát nyitott. Tevékeny részt vett a jogászkör tárgyalásaiban; választmányi tagja volt az ügyvédi kamarának. Az 1887-es választások alkalmával mint a Szabadelvű Párt híve Beszterce-Naszód megye Naszód kerületéből tagja lett a képviselőháznak; úgy az 1892-es választáskor is; tagja volt az igazságügyi és az összeférhetetlenségi bizottságnak. Mint képviselő a törvényelőkészítés terén és az igazságügy bizottságban tevékeny részt vett; a bírói és ügyészi szervezetről, a sommás eljárásról és az anyakönyvekről szóló törvényjavaslatok előadója volt a képviselőházban; elkészítette a kúriai bíráskodásról szóló törvényjavaslatot az indokolással együtt, a sommás eljárásról szóló törvényjavaslat előkészítő munkáiban részt vett és kidolgozta annak általános részét, hasonlókép közreműködött a házassági jogról szóló törvényjavaslat előkészítésében és megcsinálta annak általános indokolását; részt vett a házassági eljárás előkészítésében is.

## Magánélete
Házastársa Markbreit Irma Malvina (1863–1936) volt, Markbreit Adolf földbirtokos és Schlesinger Henrietta lánya, akivel 1886. június 22-én Budapesten kötött házasságot.
Gyermekei
- Jellinek Lívia (1887–1887)
- Jellinek Melinda (1891–?). Férje Mach Alfonz (1876–1951) volt.[5]
- Jellinek Alfonz Adolf (1899–1945)[6] részvénytársasági igazgató. Felesége Kiss Rózsa volt.

## Cikkei
Jogtudományi Közlönyben
- Kritikai hangok igazságszolgáltatásunk felett (1879)
- Észrevételek az általános magyar magánjogi törvénykönyv tervezete fölött (1881)
- A perrendtartási novella és a birói szervezet (1881)
- A házi fegyelem joga a magyar hitkönyv és a curiai gyakorlat szempontjából (1881)
- A kizárási okok az esküdtszéki eljárásban (1881)
- Védbeszédek sajtó- és bűnügyekben (1881)
- A magyar általános magánjogi törvénykönyv tervezete (1882)
- Bűnvádi eljárás és esküdtszék (1882)
- A delegatio állása közjogunkban (1882)
- Törvénytervezet a büntető törvénykezési eljárásról (1883)
- Az ügyvédi kamara tárgyalása a bűnvádi eljárás iránt (1883)
- Az országgyűlés tagjainak büntetőjogi oltalma (1884)
- A svájci szövetséges törvény a szerzői jogról (1884)
- Az írott hitbérről (1885)
- A főispáni jogról és a bíróságok, és könyvismertetések (1885)
- A budapesti ügyvédi kamara fegyelmi bíróságának gyakorlata (1887)
- Államtitkár az igazságügyminiszteriumban (1887)
- A német perrendtartás a gyakorlatban és könyvism. (1887)
- Adalékok az italmérési jog természetéhez (1888)
- A budapesti ügyvédi kamara fegyelmi bíróságának gyakorlatából (1888)
- A hagyatéki eljárásról szóló törvényjavaslat (1890)

A Jogba (1885, 1887-1888) és a Büntető Jog Tárába is írt. Közjogi tárgyú cikkei megjelentek a Pesti Naplóban és a Pester Lloydban. A Pallas nagy Lexikonának is munkatársa volt.

## Munkái
- Az apai hatalomról a római jogban (Budapest, 1875)
- Észrevételek a magánjogi törvénykönyv tervezetének általános része fölött. (Budapest, 1883)
- A büntető bíróságok szervezete és hatósági köre, tekintettel a magyar bűnvádi eljárás tervezetére. Budapest, 1883. (Magyar Jogászegyleti Értekezések XI.) Online
- Katonai büntetőjog és katonai eskü. (Budapest, 1884)
- Aus der Zeit. Tagesfragen und Tagesbegebenheiten. (Budapest, 1884)
- Észrevételek a nyugdíj-törvényjavaslathoz. (Különnyomat a Jogtudományi Közlönyből, Budapest, 1885)
- Feles föld.(Budapest, 1886)
- A magyar magánjog mai érvényében. Törvények, rendeletek és szokásjogi forrásból összeállítva. I. rész. (Budapest, 1886)
- A törvényhatósági tisztviselők, segéd- és kezelő-személyzet elleni fegyelmi eljárásról. Uo. 1886. (Magyar jogászegyleti Értekezések 29.)
- A közigazgatási gyakorlati vizsgák. (Budapest, 1887)
- Jogi észrevételek az állami italmérési jövedékről szóló t. cz. folytán adandó kártalanításra vonatkozó törvényjavaslathoz. (Budapest, 1888)
- Mentelmi jog. Tanulmányok a magyar közjogból. Budapest, 1890. (Ism. Budapesti szemle LXV.)